# Dolly Parton
Dolly Rebecca Parton (Pittman Center, 19 gennaio 1946) è una cantautrice, musicista, attrice, paroliera, imprenditrice e filantropa statunitense, celebre soprattutto per il suo contributo al genere country.
Durante la sua lunga carriera si è guadagnata l’appellativo di "regina della musica country". Dolly Parton è l'unica artista country ad aver raggiunto la prima posizione nelle classifiche statunitensi almeno una volta per quattro decenni consecutivi.
In oltre 60 anni di attività musicale, Dolly Parton ha avuto venticinque singoli in vetta alle classifiche di musica country, 9 album piazzatisi al primo posto nelle classifiche dello stesso genere e ha venduto oltre 100 milioni di dischi in tutto il mondo.
Fra i suoi brani musicali più celebri si possono citare I Will Always Love You (di cui Whitney Houston nel 1992 ha realizzato una reinterpretazione che è tra i singoli di maggior successo della storia della musica), Jolene, 9 to 5, Here You Come Again e Coat of Many Colors.
Nota soprattutto per il suo particolare timbro vocale, caratterizzato da una voce da soprano; Dolly Parton viene spesso considerata una delle migliori cantanti di sempre; nel 2023 la nota rivista Rolling Stone l'ha inserita nella lista dei migliori 200 cantanti di tutti i tempi.
I tratti caratteristici di Dolly Parton sono il pungente e talvolta sguaiato senso dell'umorismo e un look particolarmente appariscente. È anche nota per la sua attività filantropica; la fondazione Dollywood, da lei creata e diretta, si occupa principalmente dell'alfabetizzazione dei bambini.

## Biografia

### Infanzia
Dolly Parton nacque a Pittman Center, una cittadina di campagna del Tennessee orientale, ai piedi delle Smoky Mountains. Era la quarta di dodici fratelli, molti dei quali fecero carriera come artisti; fra questi si possono ricordare Stella Parton (anch'essa cantante, nata nel 1949) e Randy Parton (cantante e uomo d'affari, nato nel 1953). La sua era una famiglia estremamente povera, come la Parton spesso ricorda nelle sue interviste e in alcune delle sue canzoni più autobiografiche, come Coat of Many Colors. Era anche una famiglia molto religiosa, di orientamento pentecostalista; lo stesso nonno di Dolly era un predicatore. Fin da piccola, la Parton iniziò a cantare in chiesa, e queste sue radici musicali si riflettono nella sua produzione musicale in studio e dal vivo, che include numerosi spiritual.
Prima di compiere dieci anni aveva già cantato in programmi radiofonici e televisivi locali dell'area del Tennessee orientale, incluso il noto show di Cas Walker, che andava in onda sulla radio WIVK-FM e sul canale televisivo WBIR-TV di Knoxville. A tredici anni incise alcuni brani per la Goldband Records, una piccola etichetta discografica della Louisiana, e si esibì nel programma radiofonico Grand Ole Opry di Nashville (per l'emittente radio WSM), occasione in cui conobbe il cantautore Johnny Cash, che ebbe un ruolo importante nell'incoraggiarla a proseguire la carriera musicale. Appena completati gli studi nel 1964, la Parton si trasferì a Nashville in cerca di fortuna nel business della musica country.

### Esordio discografico
Nel 1965 la Parton firmò un contratto con la Monument Records, che tentò di lanciarla come cantante nel genere bubblegum con il brano da lei scritto e interpretato Happy, Happy Birthday Baby, che però non riscosse il successo sperato. Nello stesso periodo ebbero invece successo alcuni brani scritti da Parton per altri cantanti, in particolare Put It Off Until Tomorrow per Bill Phillips e Fuel to the Flame per Skeeter Davis, entrambi i quali raggiunsero la top ten. Fu in particolare il successo di Put It Off Until Tomorrow, un brano country, a convincere la Monument Records a indirizzare la Parton verso questo genere musicale. Il primo singolo country cantato da Parton, Dumb Blonde, raggiunse la posizione 22 nelle classifiche nel 1967; nello stesso anno Parton raggiunse la top twenty con Something Fishy (posizione 17). Il buon successo di questi due singoli convinse la Monument a pubblicare ancora nel 1967 il primo album di Parton, Hello, I'm Dolly, che raggiunse la posizione 11 nelle classifiche degli album country più venduti dell'anno.

### Sodalizio con Porter Wagoner
Nell'anno del suo debutto discografico la Parton accettò la proposta del cantante Porter Wagoner, che la volle nel suo show televisivo (The Porter Wagoner Show) come sostituta di Norma Jean, che si stava ritirando dalle scene musicali. Nonostante un'accoglienza inizialmente tiepida del pubblico di Wagoner, Parton riuscì gradualmente a farsi conoscere ed apprezzare, e nel 1968 fu scritturata dall'etichetta discografica RCA e pubblicò un singolo di successo in cui duettava con Wagoner, The Last Thing on My Mind. Il duo Wagoner-Parton, premiato come miglior ensemble vocale country dell'anno dalla Country Music Association, inanellò nei sei anni successivi una serie di successi. Negli stessi anni Parton tentò più volte (con l'assistenza dello stesso Wagoner) di sfondare anche come solista con singoli come Just Because I'm a Woman, In the Good Old Days (When Times Were Bad) e Mule Skinner Blues e con l'album Coat of Many Colors (che la rivista Rolling Stone ha inserito nella lista dei 500 migliori album di tutti i tempi). Sebbene molti brani di questo periodo siano in seguito diventati dei classici della produzione di Parton, il loro successo iniziale fu moderato.
Il sodalizio discografico Wagoner-Parton ebbe fine nel 1974. Negli anni successivi, pur partecipando ancora allo show di Wagoner fino al 1976, la Parton si concentrò sulla propria carriera solista.

### Successo come solista
Il primo grande successo di Parton come solista fu il brano Jolene, che raggiunse la prima posizione nelle classifiche. Il brano rimane uno dei più noti di Parton ed è stato incluso dalla rivista Rolling Stone nella lista delle 500 migliori canzoni di tutti i tempi.
Nello stesso anno di Jolene Parton pubblicò un altro dei suoi brani più celebri, I Will Always Love You, una ballata romantica ispirata allo scioglimento del sodalizio con Wagoner. Il brano ebbe un tale successo che lo stesso Elvis Presley si dichiarò interessato a registrarne una cover; il progetto però non fu portato a termine perché Parton si rifiutò di accettare la clausola che garantiva a Presley metà dei diritti sulla canzone. Questa scelta coraggiosa portò in seguito alla Parton molti milioni di dollari di royalties, specialmente in seguito alla pubblicazione della reinterpretazione del brano da parte di Whitney Houston (nel 1992), che è uno dei singoli di più grande successo commerciale di tutti i tempi. La decisione di non cedere alla richiesta di Presley fece guadagnare alla Parton, nell'ambiente dello show business, l'appellativo di "Iron Butterfly" (farfalla di ferro).
Dopo Jolene e I Will Always Love You, Parton iniziò a inanellare una serie di successi, con otto singoli piazzati nella prima posizione delle classifiche dal 1974 al 1980. Il successo consentì alla Parton di avere un proprio programma televisivo, intitolato Dolly! (1976-1977) e di produrre in proprio i propri album. Le sue canzoni divennero talmente celebri che molti artisti di spicco vollero inciderne delle reinterpretazioni; tra questi si possono citare Rose Maddox, Kitty Wells, Olivia Newton-John, Emmylou Harris e Linda Ronstadt.

### La svolta pop

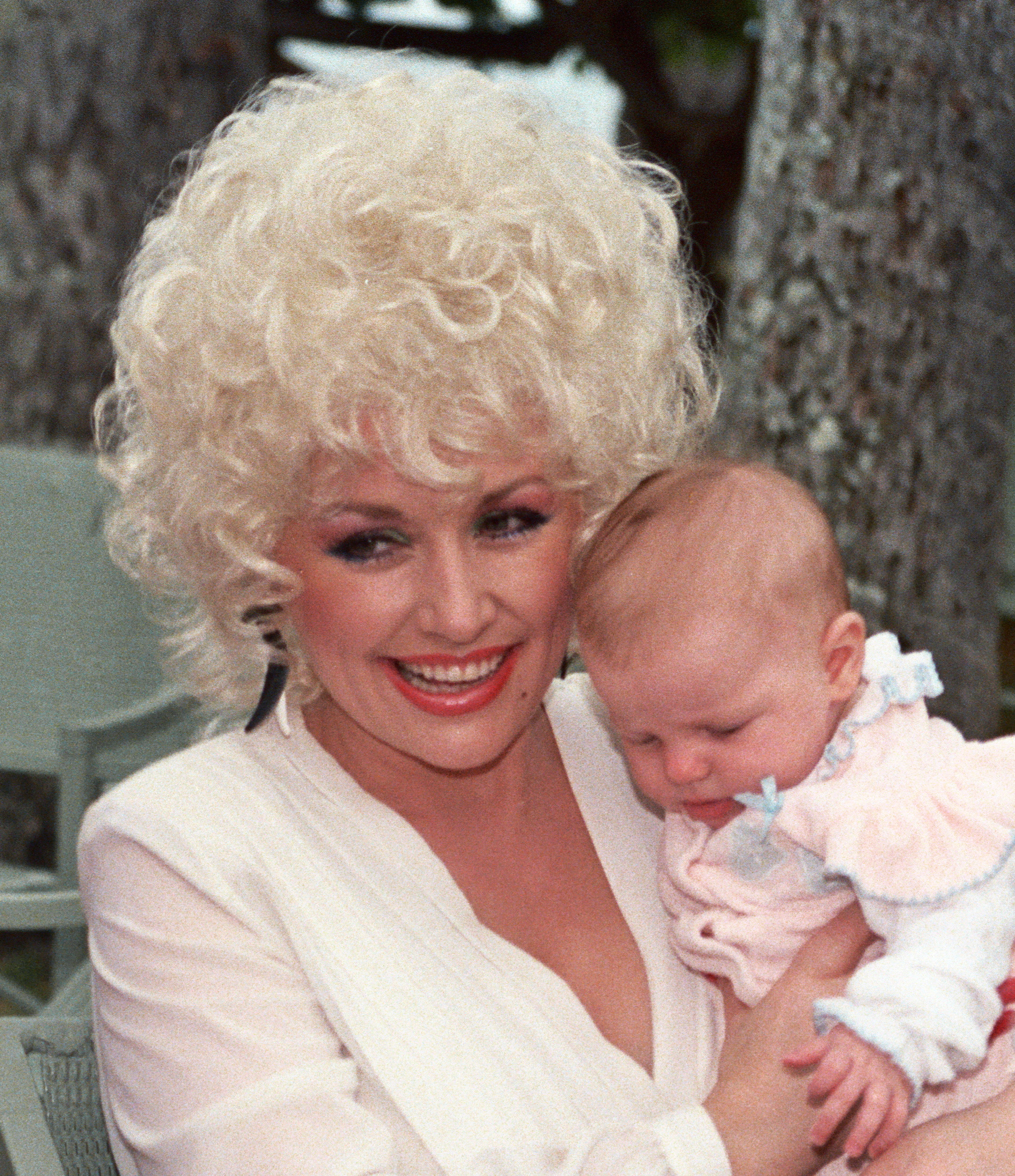
Dolly Parton a Honolulu nel 1983

Nella seconda metà degli anni settanta la produzione di Parton divenne gradualmente più pop, consentendole di imporsi all'attenzione di un pubblico più vasto. L'album più rappresentativo di questa operazione di contaminazione fra pop e country è Here You Come Again (1977), che superò il milione di copie vendute e valse alla Parton il Grammy come miglior cantante donna di genere country, e il cui singolo omonimo giunse contemporaneamente in testa alle classifiche di vendita country e pop, risultato che fu ripetuto da moltissimi singoli di Parton pubblicati a cavallo fra gli anni settanta e gli anni ottanta, come Two Doors Down, Heartbreaker, Baby I'm Burning, You're the Only One e 9 to 5. Contemporaneamente, Parton iniziò a dedicarsi in misura minore alla composizione delle proprie canzoni, avvalendosi della collaborazione di autori pop affermati come Donna Summer, Barry Mann, Cynthia Weil, Rupert Holmes, Gary Portnoy, i Bee Gees e Carole Bayer Sager. Negli anni ottanta i singoli di punta di Parton divennero via via sempre più nettamente pop o adult-pop; tuttavia, la cantante non perse mai il proprio ascendente sul pubblico del genere country, mantenendo costante la propria presenza nelle classifiche di vendita specifiche del settore con brani come Save the Last Dance for Me, Tennessee Homesick Blues, Real Love, Don't Call it Love e Think About Love.

### Il cinema e Dollywood

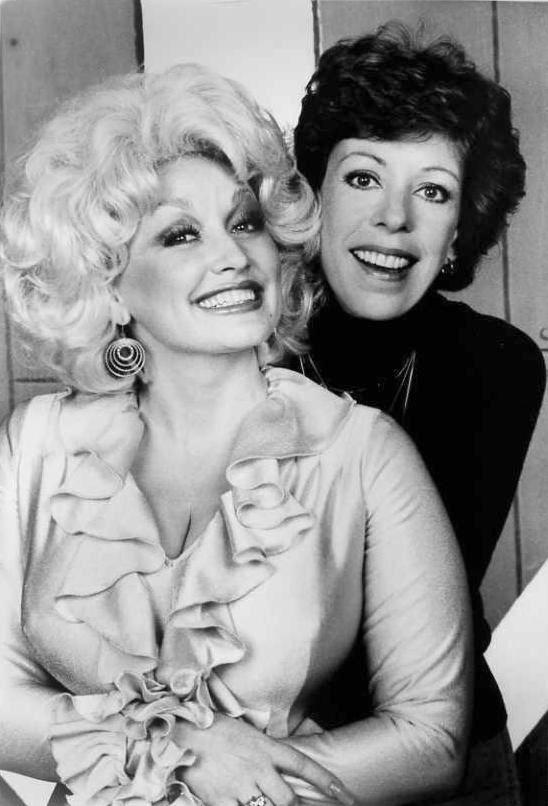
Dolly Parton e Carol Burnett nel 1980

All'inizio degli anni ottanta Parton iniziò a diversificare la propria attività artistica e professionale anche al di fuori dell'ambito musicale, debuttando come attrice cinematografica a fianco di Jane Fonda nel 1980 con il film Dalle 9 alle 5... orario continuato (della cui colonna sonora faceva parte il singolo 9 to 5). L'interpretazione di Parton in Dalle 9 alle 5 le valse una nomination al Golden Globe, e segnò l'inizio di una carriera di attrice di buon successo; fra le successive interpretazioni cinematografiche si possono ricordare Il più bel Casino del Texas (1982), Jack colpo di fulmine (1984) e Nick lo scatenato (1984) e Fiori d'acciaio (1989). Numerose sono anche le comparse di Parton come attrice in fiction televisive, incluso un ruolo minore nella serie Hannah Montana, in cui Parton ha interpretato la zia della protagonista Hannah Montana (interpretata da Miley Cyrus di cui la Parton, tra l'altro, è madrina).
Alla metà degli anni ottanta Parton fondò il Parco di divertimento Dollywood, a Pigeon Forge, in Tennessee. La struttura ebbe un grandissimo successo e negli anni successivi continuò a svilupparsi; attualmente dà lavoro a circa 3000 persone. A partire da Dollywood la Parton costruì gradualmente un piccolo impero di strutture nell'ambito dei divertimenti, che oggi include tra l'altro un parco acquatico (Dollywood's Splash Country) e la catena di teatri-ristorante Dixie Stampede.

### Ritorno al country
Nel 1987 la produzione discografica di Parton ebbe una nuova svolta, con un ritorno al country e in particolare al bluegrass. Nel 1987 fu infatti pubblicato l'album Trio, una raccolta di brani bluegrass interpretati da Parton insieme a Emmylou Harris e Linda Ronstadt. Trio diede nuovo impulso alla carriera musicale di Parton, ottenendo un grande successo di critica e di pubblico; rimase per cinque settimane in testa alle classifiche degli album country di Billboard, vinse il Grammy come miglior performance di un gruppo vocale country (e ricevette una nomination come miglior album dell'anno), e vendette diversi milioni di copie. Grande successo ebbero anche i quattro singoli estratti dall'album, soprattutto la reinterpretazione di To Know Him Is to Love Him di Phil Spector. Sulla scia di questo successo, la Parton riprese anche l'esperienza cominciata con lo spettacolo televisivo Dolly! del 1976, presentando un nuovo varietà televisivo dal titolo Dolly sulla rete ABC.
Nello stesso anno di Trio Parton pubblicò anche un album solista più pop, Rainbow; lo scarso successo di questo lavoro portò Parton a concentrarsi nuovamente sul genere country. Ne conseguì la pubblicazione dell'album White Limozeen (1989), accompagnato da due singoli country di successo, Why'd You Come in Here Lookin' Like That e Yellow Roses. Nonostante l'avvento del contemporary country all'inizio degli anni novanta, che contribuì a far sparire dalla scena molti veterani del country tradizionale, Parton continuò negli anni successivi a riscuotere un buon successo con lavori come Rockin' Years (1991, in duo con Ricky Van Shelton). Grandissimo successo ebbero nello stesso periodo una reinterpretazione del brano I Will Always Love You incisa da Whitney Houston per la colonna sonora del film Guardia del corpo e The Day I Fall in Love, incisa da Parton in duo con James Ingram per la colonna sonora del film Beethoven 2 (1993), che ricevette una nomination all'Oscar come migliore canzone originale.
Procedendo sulla falsariga di Trio, nel 1994 Parton incise Honky Tonk Angels in trio con Loretta Lynn e Tammy Wynette; l'album raggiunse lo status di disco d'oro. Altri lavori country di successo degli anni successivi furono l'album Something Special del 1995 (che conteneva tra l'altro una nuova interpretazione di I Will Always Love You in due con Vince Gill), Trio II del 1999 (ancora con Harris e Ronstadt), The Grass Is Blue ancora nel 1999 (che vinse il Grammy come miglior album bluegrass), Little Sparrow nel 2001 (il cui singolo Shine, cover del brano dei Collective Soul, vinse un Grammy per la migliore performance vocale femminile country) e Halos & Horns del 2002 (che contiene, tra l'altro, una versione bluegrass del classico dei Led Zeppelin Stairway to Heaven).

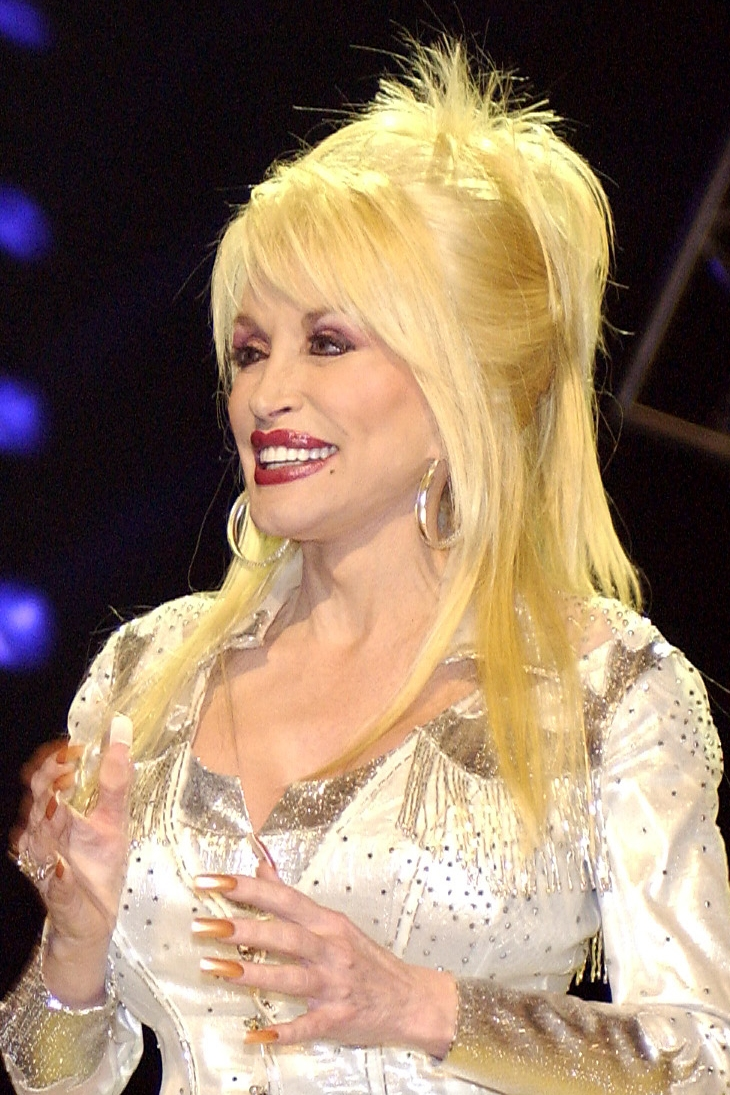
Dolly Parton a Nashville nel 2005

### Carriera recente (2005 - 2021)
Parton prosegue tuttora la propria produzione discografica. Fra i suoi ultimi lavori si possono citare Those Were the Days del 2005 (una raccolta di cover di brani classici degli anni sessanta e settanta come Imagine di John Lennon e Where Do the Children Play? di Cat Stevens), il singolo Travelin' Thru incluso nella colonna sonora del film Transamerica del 2005 (nomination Oscar per il miglior brano originale) e la reinterpretazione del brano di Elvis Presley When I Get Where I'm Going (che raggiunse la prima posizione nelle classifiche dei singoli country).
Il suo ultimo lavoro discografico degli anni 2000 è l'album Backwoods Barbie del 2007, il primo pubblicato dall'etichetta discografica fondata da Parton, la Dolly Records. Sempre in questi anni, Dolly Parton compare nella serie TV di Disney Channel Hannah Montana, in cui interpreta una zia della protagonista Miley Stewart. Del resto, nella vita reale Dolly è la madrina di Miley Cyrus, la star della serie.
Nel 2009 è stata pubblicata una raccolta dei più grandi successi di Parton in forma di un cofanetto di 4 CD dal titolo Dolly. L'ultimo album pubblicato dalla Parton è Better Day uscito nel 2011 con l'etichetta discografica Dolly Records. Il 13 gennaio 2012 esce nei cinema il film Joyful Noise, in cui Dolly Parton recita al fianco di Dante A. Mars. Negli anni '10, la carriera musicale di Dolly Parton ha continuato ad essere molto prolifica: nel 2011 ha pubblicato l'album Better Days, a cui hanno fatto seguito gli album Blue Smoke (2014), Letter To Heaven (2016), Pure and Simple (2016) e I Believe In You (2017). Sempre nel 2017, Dolly Parton duetta con la sua figlioccia Miley Cyrus nel brano Rainbowland.
Nel 2018 Dolly Parton cura le musiche del film Netflix Voglio una vita a forma di me, pubblicandone la colonna sonora alla stregua di un album. A partire dal 2019 Dolly realizza vari singoli in collaborazione con artisti più giovani, tra cui God Only Knows con i For King and Country e Faith con Mr Probz e i Galantis. Nello stesso anno, Dolly pubblica anche un album collaborativo con la stella del country Donna Fargo. Nel 2020 annuncia l'imminente pubblicazione di un album a tema natalizio, il primo da 30 anni a questa parte, ed una nuova collaborazione con Netflix per un film natalizio in cui la stessa Dolly reciterà, oltre a curarne le musiche attraverso il citato album. L'album natalizio A Holly Dolly Christmas viene pubblicato il 2 ottobre 2020. Nel 2021 vince il Premio Emmy per avere prodotto il film Natale in città con Dolly Parton.

## Stile e popolarità

### Popolarità
Dolly Parton è riconosciuta all'unanimità come una degli artisti più influenti e popolari della storia della musica, durante la sua carriera ha infatti venduto più di 100 milioni di dischi.
Parton ha raggiunto ben 25 volte la vetta della classifica dei singoli Billboard hot 100 country e 49 volte quella degli album Billboard hot 200 country(entrambi record per un’artista femminile). Al 2024 le sue canzoni hanno collezionato, sommando tutti i siti di streaming musicale, più di 3 miliardi di ascolti.

### Stile
Dolly è una nota polistrumentista e una prolifica cantautrice (nella sua carriera ha composto circa 3000 canzoni). Gli stili delle sue canzoni sono molto vari e passano dal pop al country  e dal rock al folk. Parton è anche nota per i suoi testi, svariati per quanto riguarda le tematiche ma sempre caratterizzati da una forte impronta emotiva.
I suoi testi hanno toccato temi quali: amore, patria, famiglia e religione .

## Vita privata
Nel 1966 ha sposato Carl Dean, che l'ha lasciata vedova nel 2025. Dal matrimonio non sono nati figli.
È inoltre madrina di Miley Cyrus.

## Filmografia

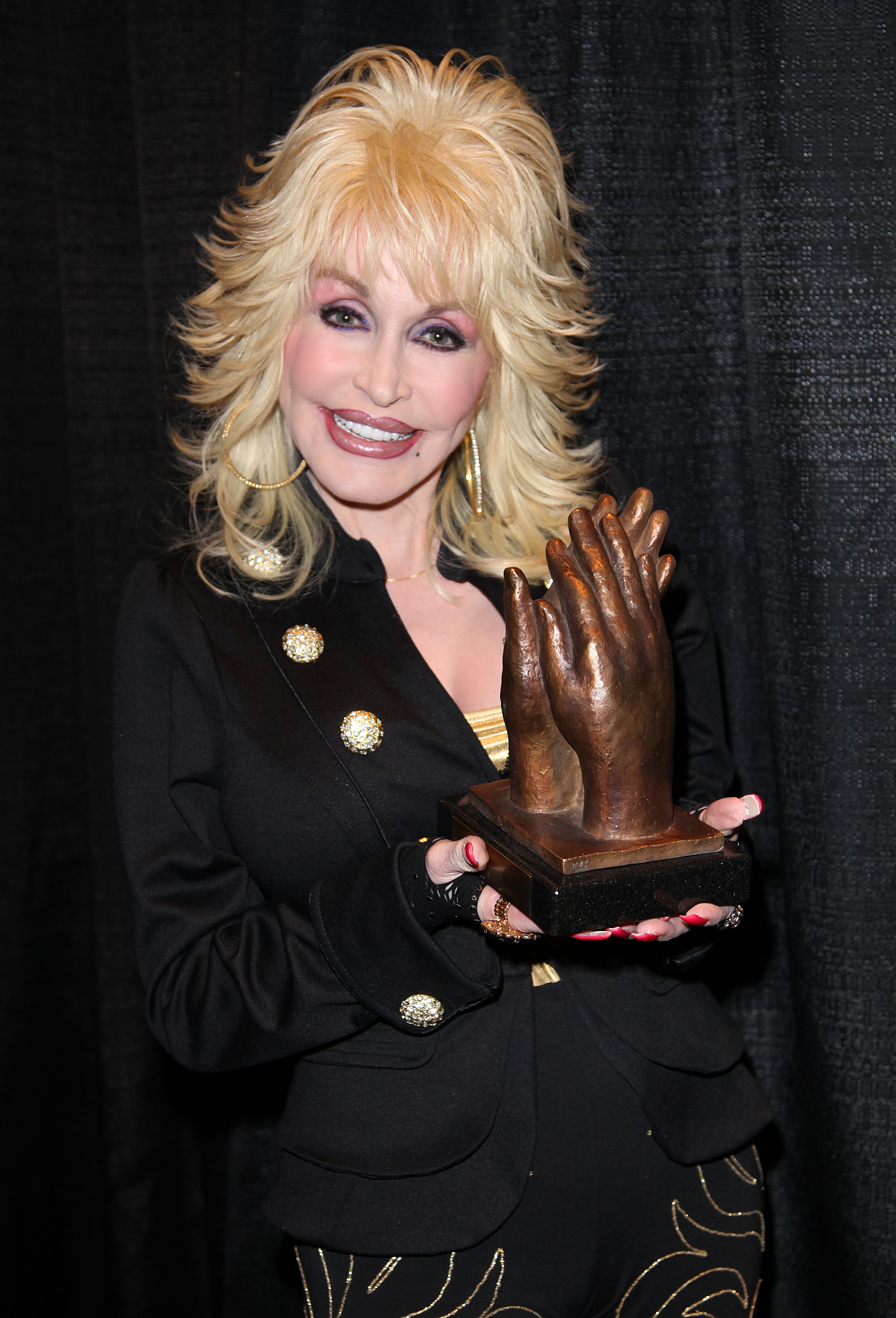
Dolly Parton con il Liseberg Applause Award che ha vinto nel 2010

### Cinema
- Dalle 9 alle 5... orario continuato (9 to 5), regia di Colin Higgins (1980)
- Il più bel casino del Texas (The Best Little Whorehouse in Texas), regia di Colin Higgins (1982)
- Nick lo scatenato (Rhinestone), regia di Benjamin Clark (1984)
- Fiori d'acciaio (Steel Magnolias), regia di Herbert Ross (1989)
- Linea diretta - Un'occasione unica (Straight Talk), regia di Barnet Kellman (1992)
- A Beverly Hills... signori si diventa (The Beverly Hillbillies), regia di Penelope Spheeris (1993)
- Frank McKlusky, C.I., regia di Arlene Sanford (2002)
- Miss F.B.I. - Infiltrata speciale (Miss Congeniality 2: Armed and Fabulous), regia di John Pasquin (2005)
- Joyful Noise - Armonie del cuore (Joyful Noise), regia di Todd Graff (2012)
- Natale in città con Dolly Parton (Dolly Parton's Christmas on the Square), regia di Debbie Allen (2020)

### Televisione
- A Smoky Mountain Christmas, regia di Henry Winkler – film TV (1986)
- Quattro donne in carriera (Designing Women) – serie TV, episodi 4x13-4x14 (1990)
- Babes – serie TV, episodio 1x15 (1991)
- Wild Texas Wind, regia di Joan Tewkesbury – film TV (1991)
- Blue Valley Songbird, regia di Richard A. Colla – film TV (1999)
- Reba – serie TV, episodio 4x18 (2005)
- Hannah Montana – serie TV, 3 episodi (2006-2010)
- 21 sotto un tetto (19 Kids and Counting) – serie TV, episodio 3x04 (2009)
- Un cappotto di mille colori (Dolly Parton's Coat of Many Colors), regia di Stephen Herek – film TV (2015)
- Dolly Parton: Le corde del cuore (Dolly Parton: Heartstrings) – serie TV (2019)
- Grace and Frankie – serie TV, episodio 7x16 (2022)
- The Orville – serie TV, episodio 3x08 (2022)
- Call Me Kat – serie TV, episodio 3x10 (2023)

### Doppiatrice
- Allacciate le cinture! Viaggiando si impara (The Magic School Bus) – serie TV, episodio 3x13 (1996)
- I Simpson (The Simpsons) – serie TV, episodio 10x12 (1999)
- Gnomeo e Giulietta (Gnomeo & Juliet), regia di Kelly Asbury (2011)
- The Year Dolly Parton Was My Mom, regia di Tara Johns (2011)

## Doppiatrici italiane
Nelle versioni in italiano delle opere in cui ha recitato, Dolly Parton è stata doppiata da:
- Claudia Balboni in Dalle 9 alle 5... orario continuato, Linea diretta - Un'occasione unica
- Rita Savagnone in Il più bel casinò del Texas
- Maria Pia Di Meo in Nick lo scatenato
- Vittoria Febbi in Fiori d'acciaio
- Germana Dominici in A Beverly Hills... signori si diventa
- Daniela Fava in Joyful Noise - Armonie del cuore
- Cristiana Lionello in Dolly Parton: Le corde del cuore

Come doppiatrice, è stata sostituita da:
- Antonella Alessandro in I Simpson
- Claudia Balboni in Gnomeo e Giulietta

## Discografia
- 1967 – Hello, I'm Dolly
- 1968 – Just Because I'm a Woman

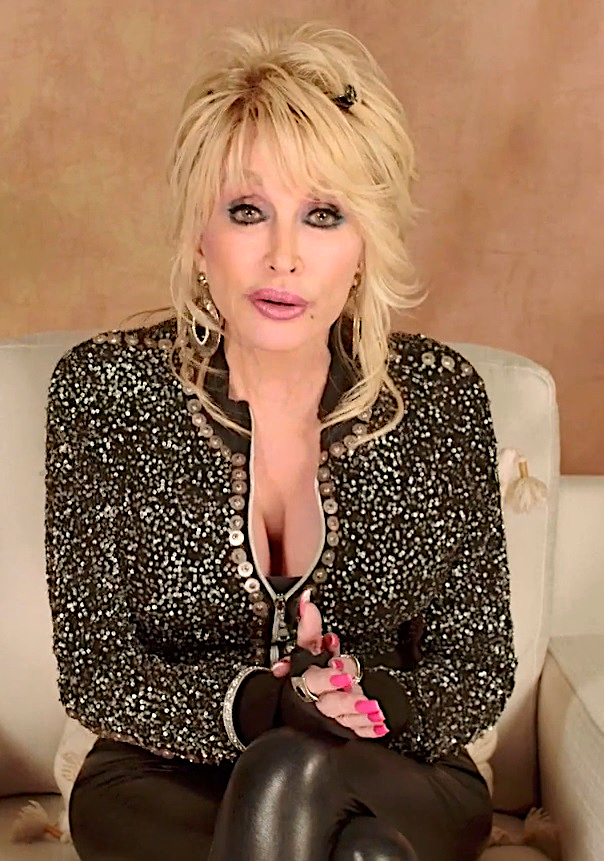
Dolly Parton nel 2022

- 1969 – In the Good Old Days (When Times Were Bad)
- 1969 – My Blue Ridge Mountain Boy
- 1970 – The Fairest of Them All
- 1971 – The Golden Streets of Glory
- 1971 – Joshua
- 1971 – Coat of Many Colors
- 1972 – Touch Your Woman
- 1972 – My Favorite Songwriter: Porter Wagoner
- 1973 – My Tennessee Mountain Home
- 1973 – Bubbling Over
- 1974 – Jolene
- 1974 – Love Is Like a Butterfly
- 1975 – The Bargain Store
- 1975 – Dolly: The Seeker - We Used To
- 1976 – All I Can Do
- 1977 – New Harvest... First Gathering
- 1977 – Here You Come Again
- 1978 – Heartbreaker
- 1979 – Great Balls of Fire
- 1980 – Dolly, Dolly, Dolly
- 1980 – 9 to 5 and Odd Jobs
- 1982 – Heartbreak Express
- 1983 – Burlap & Satin
- 1984 – The Great Pretender
- 1984 – Once Upon a Christmas (con Kenny Rogers)
- 1985 – Real Love
- 1987 – Trio (con Emmylou Harris e Linda Ronstadt)
- 1987 – Rainbow
- 1989 – White Limozeen
- 1990 – Home for Christmas
- 1991 – Eagle When She Flies
- 1993 – Slow Dancing with the Moon
- 1993 – Honky Tonk Angels (con Loretta Lynn e Tammy Wynette)
- 1995 – Something Special
- 1996 – Treasures
- 1998 – Hungry Again
- 1999 – Trio II (con Emmylou Harris e Linda Ronstadt)
- 1999 – Precious Memories
- 1999 – The Grass Is Blue
- 2001 – Little Sparrow
- 2002 – Halos & Horns
- 2003 – For God and Country
- 2005 – Those Were the Days
- 2008 – Backwoods Barbie
- 2011 – Better Day
- 2014 – Blue Smoke
- 2016 – Pure & Simple
- 2017 – I Believe in You
- 2020 – A Holly Dolly Christmas
- 2022 – Run, Rose, Run
- 2023 – Rockstar

## Riconoscimenti
Il suo nome è stato inserito nella Songwriters Hall of Fame. Per il suo contributo all'industria musicale, le è stata assegnata una stella sulla Hollywood Walk of Fame al 6712 di Hollywood Blvd. Nel 2011 le è stato assegnato un Grammy Award alla carriera.
Nel corso della sua carriera, Dolly Parton ha vinto dieci Grammy Award, un Premio Emmy e un Oscar umanitario alla carriera, mentre ha ricevuto due candidature per il Premio Oscar e una candidatura per il Tony Award.
- Grammy Award
  - Grammy Award alla miglior interpretazione country femminile  – Here You Come Again
  - Grammy Award alla miglior interpretazione country femminile – 9 to 5
  - Grammy Award alla miglior canzone country – 9 to 5
  - Grammy Award alla miglior interpretazione country di un gruppo/duo – Trio (con Emmylou Harris e Linda Ronstadt)
  - Grammy Award al miglior album bluegrass – The Grass Is Blue
  - Grammy Award alla miglior interpretazione country femminile – Shine
  - Grammy Award alla miglior interpretazione country di un gruppo/duo – After the Gold Rush (con Emmylou Harris e Linda Ronstadt)
  - Grammy Award alla miglior interpretazione country di un gruppo/duo – Jolene (con i Pentatonix)
  - Grammy Award alla miglior canzone di musica cristiana contemporanea – God Only Knows (con i For King & Country)
  - Grammy Award alla miglior canzone di musica cristiana contemporanea – There Was Jesus (con Zach Williams)

- Premio Oscar
  - Candidatura per l'Oscar alla migliore canzone – 9 to 5 (dal film Dalle 9 alle 5... orario continuato)
  - Candidatura per l'Oscar alla migliore canzone – Travelin' Thru (dal film Transamerica)
  - Premio umanitario Jean Hersholt[30]

- Premio Emmy
  - Premio Emmy al miglior film per la televisione – Natale in città con Dolly Parton
  - Candidatura per il Premio Emmy alla miglior performance individuale in un programma di varietà o musicale – Cher... Special
  - Candidatura per il Premio Emmy al miglior film per la televisione – Dolly Parton's Christmas of Many Colors: Circle of Love
  - Candidatura per il Premio Emmy al miglior film per la televisione – Dolly Parton: Le corde del cuore

- Tony Award
  - Candidatura per il Tony Award alla migliore colonna sonora originale – 9 to 5: The Musical

## Onorificenze
La celebre pecora Dolly, primo mammifero clonato della storia, deve il suo nome proprio a Dolly Parton. Il nome "Dolly" è nato infatti da un suggerimento del suo allevatore in onore alla prosperosa cantante country, dato che la cellula clonata era una cellula mammaria.